# Mörtel- und Blattschneiderbienen

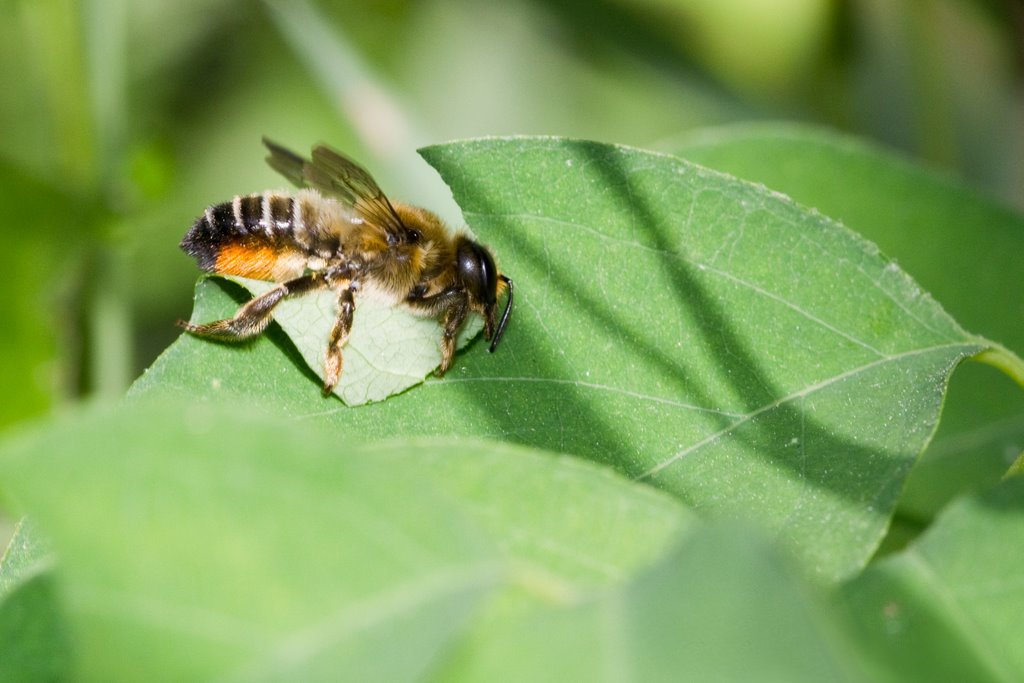
Megachile centuncularis beim Schneiden eines Blattes für ihr Nest

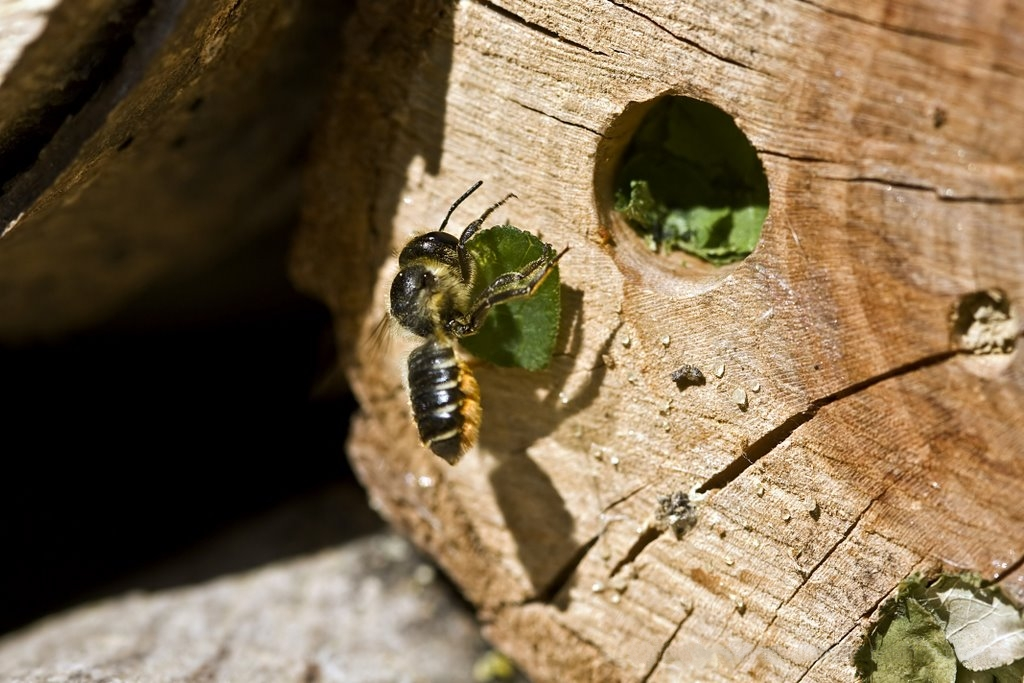
Megachile centuncularis mit Blattausschnitt am Eingang ihrer Niststätte landend

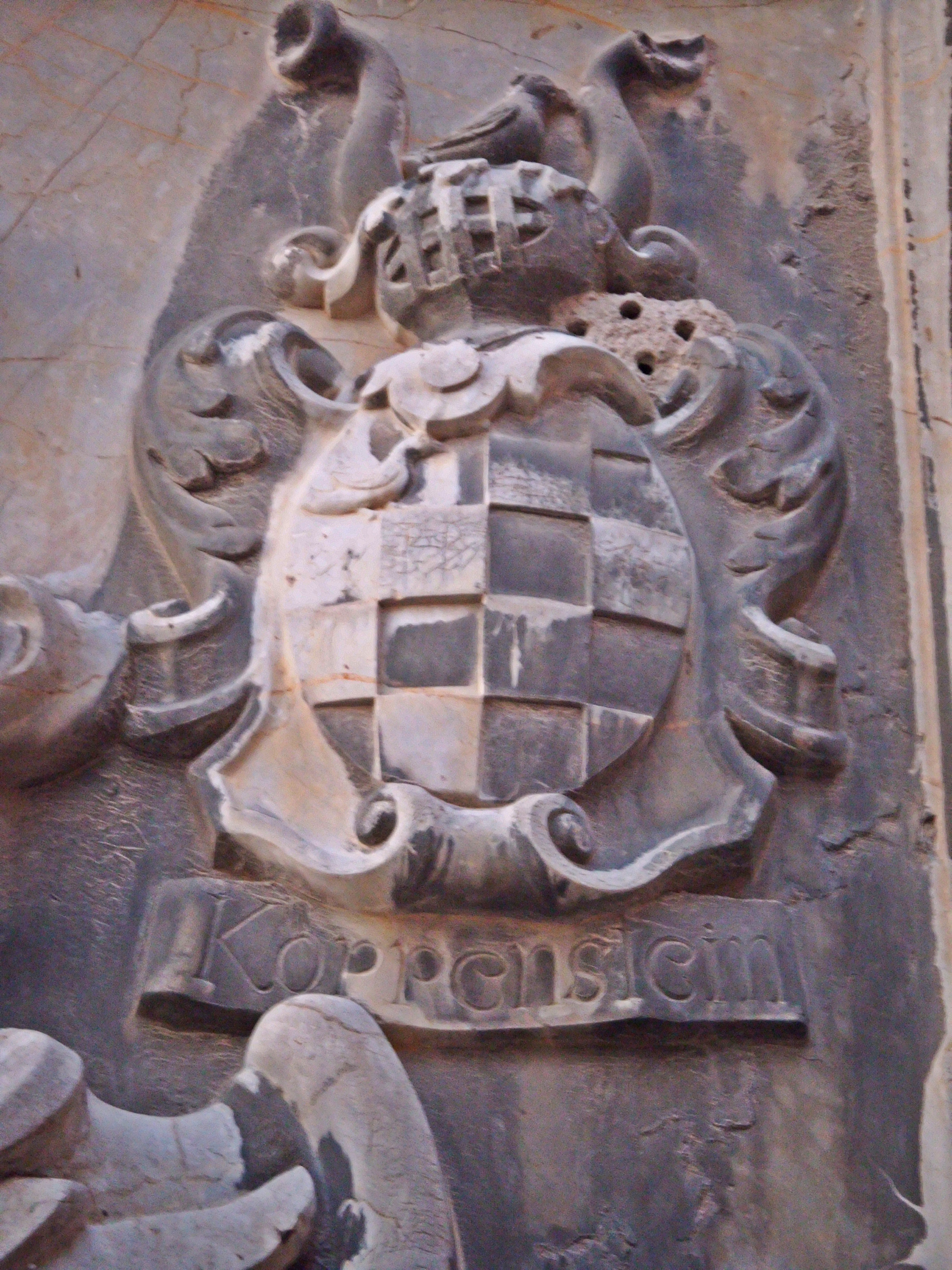
Wappenstein, Speyerer Dom, Südseite; oben rechts ein hineingebautes Mörtelbienennest

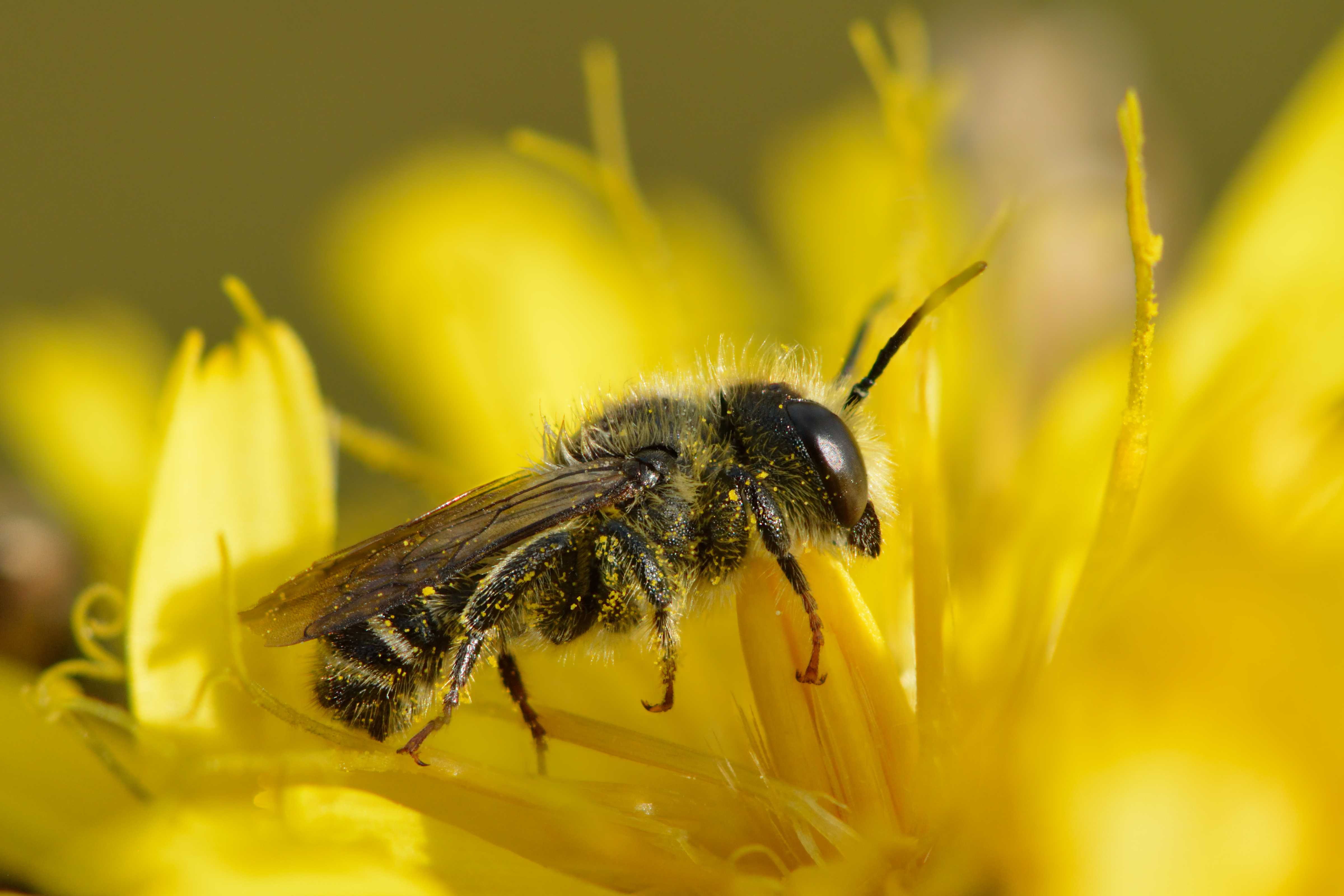
Männchen

Die Mörtel- und Blattschneiderbienen (Megachile) sind eine Gattung  der Bienen aus der Ordnung der Hautflügler. Sie bauen ihr Nest auf zwei unterschiedliche Weisen:
Die Mörtelbienen mauern ein Nest aus Erde und Steinchen, entweder freistehend oder in Hohlräumen. Sie verwenden keine Blattstücke.
Die Blattschneiderbienen, auch Tapezierbienen genannt, bauen ihr Nest in Hohlräume und tapezieren diese mit abgeschnittenen Blattstücken aus.
Die Mörtelbienen werden von manchen Autoren von der Gattung Megachile abgetrennt und in eine eigene Gattung Chalicodoma gestellt. Viele Aspekte sprechen für eine Teilung in zwei Gruppen, doch es gibt so viele Übergangsformen, dass eine exakte Trennung in zwei Gattungen derzeit nicht möglich erscheint. Der Vielfalt der morphologischen Unterschiede wird durch die Einteilung in zahlreiche Untergattungen Rechnung getragen.

## Merkmale
Die Mörtel- und Blattschneiderbienen sind Insekten mit sehr breitem Kopf, Bruststück und Hinterleib und langen, an der Basis verbreiterten Mandibeln. Beim Weibchen ist der Hinterleib auf dem Rücken bedeutend abgeflacht, auf der Bauchseite trägt es eine oft auffällig gefärbte Bauchbürste, in der der Pollen transportiert wird: „Bauchsammlerinnen“. Beim Männchen sind die beiden letzten Hinterleibsringe nach unten eingekrümmt, auch hat es keine Pollentransporteinrichtung. Der Hinterleib wird bei beiden Geschlechtern oft in typischer Weise schräg nach oben gestreckt.

## Verbreitung
Die Gattung ist fast weltweit verbreitet. Einige Blattschneiderbienen sind in Mitteleuropa häufig. Blattschneiderbienen können aber auch in Nordeuropa oder im Mittelmeerraum angetroffen werden. Mörtelbienen kommen in Nordeuropa nicht vor, sie sind in Mitteleuropa stark zurückgegangen und inzwischen sehr selten, einige Arten lassen sich jedoch im Mittelmeerraum häufiger beobachten.

## Lebensweise
Die meisten Arten sammeln Pollen ganz verschiedener Pflanzen, einige wenige Arten sind jedoch Nahrungsspezialisten, sie sind von einer oder ganz wenigen Pflanzenarten abhängig (monolektisch bzw. oligolektisch).
Blattschneiderbienen bauen ihre Nester in Baumlöchern, Mauerspalten, Erdhöhlen, anderen vorhandenen Hohlräumen oder sie graben ihre Nester selbst in markhaltigen Stängeln, Totholz oder im Boden. Die Brutzellen werden mit abgeschnittenen Blattstücken verschiedener Laubbäume, Sträucher oder Kräuter oder auf eine passende Größe zurechtgebissenen Plastikstücken tapeziert. In jede Zelle wird ein Pollenvorrat und ein Ei gelegt und die Zelle wird dann mit weiteren Blattstücken verschlossen.
Die Nester der Mörtelbienen sehen oft wie auffällige Lehmklumpen an Steinen oder Wänden aus. Die Zellen werden in den folgenden Jahren oft gesäubert und wiederbenutzt.
Die entwickelten Larven spinnen in ihrer Zelle einen Kokon und überwintern dort, um im nächsten Frühjahr als Bienen zu schlüpfen.
Die Blattschneiderbienen werden vorwiegend von den Kegelbienen parasitiert.

## Arten
In Deutschland sind bisher folgende Arten nachgewiesen:
- Megachile alpicola Alfken, 1924
- Megachile analis Nylander, 1852
- Megachile apicalis Spinola, 1808
- Megachile bombycina Radoszkowski, 1874
- Megachile centuncularis Linnaeus, 1758
- Megachile circumcincta Kirby, 1802
- Megachile ericetorum Lepeletier, 1841
- Megachile genalis A. Morawitz, 1880
- Megachile lagopoda Linnaeus, 1761
- Megachile lapponica Thomson, 1872
- Megachile leachella Curtis, 1828
- Megachile ligniseca Kirby, 1802
- Megachile maackii Radoszkowski
- Megachile maritima Kirby, 1802
- Megachile melanopyga A. Costa, 1863
- Megachile nigriventris Schenck, 1870
- Megachile parietina Geoffroy in Fourcroy, 1785
- Megachile pilidens Alfken, 1923
- Megachile pyrenaea Pérez, 1890
- Megachile rotundata Fabricius, 1784
- Megachile sculpturalis Smith, 1853 (Neobiont)
- Megachile versicolor Smith, 1844
- Megachile willughbiella Kirby, 1802

Die auf den Bacan-Inseln (nördliche Molukken) lebende Megachile pluto (Smith, 1861), deren Weibchen bis 39 mm Körperlänge erreichen, gilt als größte Bienenart der Welt.
Megachile chrysopogon kommt in Afrika vor.

## Megachileim Garten
Blattschneiderbienen sind häufig in der Umgebung menschlicher Behausungen und in Gärten anzutreffen (Synanthropie) und zählen damit für Naturkundige zu den vertrauten Erscheinungen.
Blattschneiderbienen sind wichtige Bestäuber vieler Kultur- und Wildpflanzen. So wird zum Beispiel die Blattschneiderbiene Megachile rotundata in Nordamerika und Europa speziell zur Bestäubung von Luzerne gezüchtet. Das Vorkommen von Blattschneiderbienen oder gar seltenen Mörtelbienen in Gärten und landwirtschaftlichen Kulturen wird daher von vielen Gärtnern begrüßt. Blattschneiderbienen können durch Nisthilfen und Anbau von Pollenpflanzen im Garten gefördert werden.
Einige Rosenzüchter betrachten Blattschneiderbienen als Schädlinge, da sie exakt kreisrunde Löcher (mit bis zu 1 cm Durchmesser) vom Rand her in die Rosenblätter schneiden. Es handelt sich jedoch nur um eine kleine Beschädigung am Laubblatt, die die betroffene Pflanze kaum beeinträchtigt. Eine Bekämpfung ist daher in den meisten Fällen weder ökonomisch noch ökologisch sinnvoll und verbietet sich in Deutschland aufgrund des besonderen gesetzlichen Schutzes, unter dem die Blattschneiderbienen stehen.